# Saison 3 de Lost : Les Disparus
Chronologie
Saison 2 Saison 4
Cet article présente les épisodes de la troisième saison du feuilleton télévisé Lost : Les Disparus.
Cette saison compte 23 épisodes. Aux États-Unis, sur le réseau ABC, 6 épisodes ont été diffusés chaque mercredi soir à partir du 4 octobre 2006, et, après une pause de 3 mois, les 16 autres épisodes ont été diffusés, toujours le mercredi soir, à partir du 7 février 2007.

## Distribution

### Acteurs principaux
Sont crédités au début de chaque épisode, y compris les épisodes auxquels, occasionnellement, ils ne participent pas :
- Adewale Akinnuoye-Agbaje (VF : Jean-Paul Pitolin) : Eko (épisodes 1 à 6)
- Naveen Andrews (VF : Marc Saez) : Sayid Jarrah
- Henry Ian Cusick (VF : Bruno Choël) : Desmond Hume
- Emilie de Ravin (VF : Karine Foviau) : Claire Littleton
- Michael Emerson (VF : Jean-Luc Kayser) : Benjamin 'Ben' Linus
- Matthew Fox (VF : Xavier Fagnon) : Jack Shephard
- Jorge Garcia (VF : Jérôme Pauwels) : Hugo "Hurley" Reyes
- Josh Holloway (VF : Arnaud Arbessier) : James "Sawyer" Ford
- Daniel Dae Kim (VF : Cédric Dumond) : Jin-Soo Kwon
- Yunjin Kim (VF : Jade N'Guyen) : Sun-Hwa Kwon
- Evangeline Lilly (VF : Vanina Pradier) : Kate Austen
- Elizabeth Mitchell (VF : Dominique Vallée) : Juliet Burke
- Dominic Monaghan (VF : Vincent Ropion) : Charlie Pace
- Terry O'Quinn (VF : Michel Le Royer) : John Locke
- Kiele Sanchez (VF : Charlotte Marin) : Nikki Fernandez (épisodes 1 à 14)
- Rodrigo Santoro (VF : Francis Benoit) : Paulo (épisodes 1 à 14)

### Invités
Des acteurs invités se joignent à la distribution de chaque épisode, de manière plus ou moins récurrente.
- Maggie Grace (VF : Edwige Lemoine) : Shannon Rutherford (épisode 14)
- Ian Somerhalder (VF : Sébastien Desjours) : Boone Carlyle (épisodes 3 et 14)
- Lana Parrilla (VF : Marie Zidi) : Greta (épisodes 21, 22 et 23)
- Malcolm David Kelley (VF : Daniel Njo Lobé) : Walt Lloyd (épisode 22)

## Épisodes

### Épisode 1:De l'autre côté
- États-Unis /  Canada : 4 octobre 2006 sur ABC / CTV[1]
- Belgique : 16 avril 2007 sur RTL-TVI
- Québec : 26 avril 2007 sur Radio Canada
- Suisse : 21 juin 2007 sur TSR1
- France : 2 juillet 2007 sur TF1

- États-Unis : 18,8 millions de téléspectateurs (première diffusion)
- Canada : 1,955 million de téléspectateurs[2]
- Belgique : 427 000 téléspectateurs[3] (première diffusion)
- Québec : 537 000 téléspectateurs
- France : 3,74 millions de téléspectateurs[4]

- Julie Adams (Amelia)
- Blake Bashoff (Karl)
- Brett Cullen (Goodwin)
- M.C. Gainey (Mr Friendly)
- William Mapother (Ethan Rom)
- John Terry (Dr Christian Shephard)
- Julie Bowen (Sarah)

Il y a deux mois, une petite communauté implantée au milieu d'une île déserte était secouée par un brusque séisme. Quelques secondes plus tard, un avion passait au-dessus de leurs têtes pour aller s'écraser en deux endroits, quelques kilomètres plus loin. Le chef de ses habitants, qui se présentera plus tard sous le nom de « Henry », envoie deux hommes sur les lieux des deux crashes avec ordre d'espionner et de recenser les survivants : Ethan à la tête de l'appareil et Goodwin à la queue.
Aujourd'hui : Kate, Jack et Sawyer sont prisonniers des « Autres » et découvrent leurs lieux de détentions respectifs. Tandis que Kate est étrangement accueillie par « Henry », et que Sawyer tente de s'évader, Jack est interrogé par Juliet - une nouvelle tête parmi les « Autres » - dans une station inconnue.
Résumé du flashback
- Cet épisode est centré sur Jack.
- Le titre original est celui d'un roman de Charles Dickens publié en 1859, et, par conséquent, d'un livre que Desmond a lu, puisqu'il déclare (épisode 2-23) avoir lu "chaque mot écrit par M. Dickens", excepté Our Mutual Friend.

### Épisode 2:D'entre les morts
- États-Unis /  Canada : 11 octobre 2006 sur ABC / CTV
- Belgique : 23 avril 2007 sur RTL-TVI
- Québec : 26 avril 2007 sur Radio Canada
- Suisse : 21 juin 2007 sur TSR1
- France : 2 juillet 2007 sur TF1

- États-Unis : 16,9 millions de téléspectateurs
- Canada : 1,352 million de téléspectateurs[5]
- Belgique : 393 000 téléspectateurs[6]
- Québec : 548 000 téléspectateurs
- France : 3,34 millions de téléspectateurs[4]

- M.C. Gainey (Mr Friendly)
- Tania Raymonde (Alex Rousseau)
- Michael Bowen (Pickett)
- Tony Lee (Jae Lee)
- Byron Chung (Mr Paik)
- Paula Malcomson (Colleen)

Nous sommes le lendemain de la capture de Jack, Kate et Sawyer. Sayid, ayant compris qu'ils ont été capturés, décide de tendre un piège aux « Autres », au risque de mettre Sun et Jin en danger. Kate et Sawyer sont mis aux travaux forcés par leurs ravisseurs, et Sawyer fait une nouvelle tentative d'évasion. Ben, qui se présente pour la première fois en tant que Benjamin Linus, fait à Jack une proposition difficile à refuser : le même billet de retour que Michael en échange de sa coopération.
Résumé du flashback
- Cet épisode est centré sur Sun et Jin.
- Cet épisode était initialement prévu pour être le troisième de la saison 3 et être diffusé le 18 octobre 2006, mais les 2 épisodes furent intervertis peu avant leur première diffusion.

### Épisode 3:Embuscade
- États-Unis /  Canada : 18 octobre 2006 sur ABC / CTV
- Belgique : 30 avril 2007 sur RTL-TVI
- Québec : 3 mai 2007 sur Radio Canada
- Suisse : 21 juin 2007 sur TSR1
- France : 2 juillet 2007 sur TF1

- États-Unis : 16,07 millions de téléspectateurs
- Canada : 1,221 million de téléspectateurs[7]
- Belgique : 312 000 téléspectateurs[3]
- France : 2,44 millions de téléspectateurs[4]

- Ian Somerhalder (Boone Carlyle)
- Chris Mulkey (Mike)
- Virginia Morris (Jan)
- Justin Chatwin (Eddie)

Après l'implosion de la station du cygne Locke se réveille au milieu de la jungle, désorienté, et aphone. Des visions de Boone lui apparaissent, lui disant d'aider Eko. Locke prend ces apparitions comme une nouvelle mission qui lui est confiée par l'île. De son côté, Hurley rentre au campement et explique à tous le sort de Jack, Kate et Sawyer, prisonniers des « Autres ».
Résumé du flashback
- Cet épisode est centré sur Locke.
- Cet épisode était initialement prévu pour être le deuxième de la saison 3 et être diffusé le 11 octobre 2006, mais les 2 épisodes furent intervertis peu avant leur première diffusion.

### Épisode 4:Une histoire de cœur
- États-Unis /  Canada : 25 octobre 2006 sur ABC / CTV
- Belgique : 7 mai 2007 sur RTL-TVI
- Québec : 10 mai 2007 sur Radio Canada
- Suisse : 28 juin 2007 sur TSR1
- France : 9 juillet 2007 sur TF1

- États-Unis : 16,8 millions de téléspectateurs
- Canada : 1,039 million de téléspectateurs[8]
- Belgique : 399 000 téléspectateurs[3]

- Michael Bowen (Pickett)
- M.C. Gainey (Mr Friendly)
- Kim Dickens (Cassidy)
- Ian Gomez (Munson)
- Paula Malcomson (Colleen)
- Bill Duke (Warden Harris)

Kate et Sawyer poursuivent leurs tentatives d'évasions, et Sawyer découvre jusqu'où les ravisseurs des autres sont capables d'aller pour les garder prisonniers. Juliet demande l'aide de Jack pour sauver Colleen, blessée par Sun. Pendant ce temps, sur la plage, Desmond retient l'attention des naufragés par ses pressentiments divinatoires.
Résumé du flashback
- Cet épisode est centré sur Sawyer.

### Épisode 5:L'Heure du jugement
- États-Unis /  Canada : 1er novembre 2006 sur ABC / CTV
- Belgique : 14 mai 2007 sur RTL-TVI
- Québec : 17 mai 2007 sur Radio Canada
- Suisse : 28 juin 2007 sur TSR1
- France : 9 juillet 2007 sur TF1

- États-Unis : 16,12 millions de téléspectateurs
- Canada : 1,15 million de téléspectateurs[9]
- Belgique : 358 000 téléspectateurs[6]

- Michael Bowen (Pickett)
- Adetokumboh McCormack (Yemi)
- Andrew Divoff (Mikhaïl Bakounine)
- Hakeem Kae-Kazim (Emeka)
- Muna Otaru (Amina)
- Aisha Hinds (nonne nigériane)

Eko qui, dans son délire, lutte avec les démons de son passé s'enfuit du campement. Locke conduit alors une expédition à la Station La Perle (The Pearl) pour tenter de le retrouver, et de localiser Jack, Kate et Sawyer à l'aide des ordinateurs de cette station. Pendant ce temps, Jack ne sait à qui accorder sa confiance quand Ben et Juliet sont en désaccord.
Résumé du flashback
- Cet épisode est centré sur M. Eko.
- Locke dit à Desmond de ne pas confondre coïncidence avec destin, ce qui est exactement l'inverse de ce que Eko lui avait dit quelques semaines plus tôt (voir épisode 2-09).
- Mr. Eko meurt dans cet épisode.

### Épisode 6:Coup d'État
- États-Unis /  Canada : 8 novembre 2006 sur ABC / CTV
- Belgique : 21 mai 2007 sur RTL-TVI
- Québec : 24 mai 2007 sur Radio Canada
- Suisse : 28 juin 2007 sur TSR1
- France : 16 juillet 2007 sur TF1

- États-Unis : 17,1 millions de téléspectateurs
- Belgique : 411 000 téléspectateurs[6]
- Québec : 444 000 téléspectateurs
- France : 3,45 millions de téléspectateurs[4]

- Nathan Fillion (Kevin)
- Michael Bowen (Pickett)
- M.C. Gainey (Tom)
- Tania Raymonde (Alex Rousseau)
- Fredric Lehne (Marshall Edward Mars)

Kate se sent impuissante quand Juliet la prévient de l'assassinat de Sawyer par les « Autres ». Jack décide de refuser l'offre de Ben, mais celui-ci ne compte pas s'en tenir à cette réponse. Locke découvre, sur la canne d'Eko, un message qui pourrait aider à percer les secrets de l'île. Lorsque Jack voit sur un écran de télévision Kate et Sawyer enlacés, il accepte d'opérer Ben. Cependant, pendant l'intervention, il menace de tuer Ben si Kate et Sawyer ne sont pas libérés.
Résumé du flashback
- Cet épisode est centré sur Kate.
- Le message gravé sur la canne d'Eko : « Lève les yeux et regarde au Nord John » (« Lift up your eyes and look North John ») pourrait indiquer à Locke la direction du faux camp des « Autres » déjà visité par Sayid, qui, d'après les épisodes précédents, se situerait vers le Nord de l'Île, tandis que le campement des rescapés serait au Sud-Est.

### Épisode 7:Loin de chez elle
- États-Unis /  Canada : 7 février 2007 sur ABC / CTV
- Belgique : 28 mai 2007 sur RTL-TVI
- Québec : 31 mai 2007 sur Radio Canada
- Suisse : 5 juillet 2007 sur TSR1
- France : 16 juillet 2007 sur TF1

- États-Unis : 14,49 millions de téléspectateurs
- Belgique : 421 000 téléspectateurs[6]
- France : 3,35 millions de téléspectateurs[4]

- Zeljko Ivanek (Edmund Burke)
- M.C. Gainey (Mr Friendly)
- Michael Bowen (Pickett)
- Blake Bashoff (Karl)
- Nestor Carbonell (Richard Alpert)
- William Mapother (Ethan Rom)
- Tania Raymonde (Alex Rousseau)
- Robin Weigert (Rachel)
- Rob McElhenney (Aldo)

Kate et Sawyer parviennent à échapper aux gardes qui les menacent, et à quitter le campement avec l'aide d'Alex. Cependant, Juliet refuse le marché de Jack et ordonne que l'on ramène ou tue les 2 fugitifs. Jack tente alors de persuader Tom que Juliet n'est pas fiable.
Résumé du flashback
- Cet épisode est centré sur Juliet.

### Épisode 8:Impression de déjà vu
- États-Unis /  Canada : 14 février 2007 sur ABC / CTV
- Belgique : 4 juin 2007 sur RTL-TVI
- Québec : 7 juin 2007 sur Radio Canada
- Suisse : 5 juillet 2007 sur TSR1
- France : 23 juillet 2007 sur TF1

- États-Unis : 12,77 millions de téléspectateurs
- Canada : 1,221 million de téléspectateurs[10]
- Belgique : 309 000 téléspectateurs[6]
- France : 3,34 millions de téléspectateurs

- Sonya Walger (Penny Widmore)
- Alan Dale (Charles Widmore)
- Shishir Kurup (Donovan)
- Fionnula Flanagan (Mme Hawking)

Hurley et Charlie enquêtent sur les nouvelles étranges capacités de Desmond et sur la façon dont il a survécu à l'implosion de la station du cygne. En effet, depuis l'implosion, il semble avoir développé le don de voir dans le futur. Il parvient ainsi à sauver Claire de la noyade. Desmond se rappelle alors les minutes suivant l'implosion de la trappe sous forme d'un flashback. Il dit ensuite à Charlie que ce n'est pas Claire qu'il essaye de sauver mais Charlie lui-même.
Résumé du flashback
- Cet épisode est centré sur Desmond.

### Épisode 9:Étranger parmi eux
- États-Unis /  Canada : 21 février 2007 sur ABC / CTV
- Belgique : 11 juin 2007 sur RTL-TVI
- Québec : 14 juin 2007 sur Radio Canada
- Suisse : 5 juillet 2007 sur TSR1
- France : 23 juillet 2007 sur TF1

- États-Unis : 12,89 millions de téléspectateurs
- Belgique : 379 000 téléspectateurs[3]
- France : 2,89 millions de téléspectateurs

- Bai Ling (Achara)
- M.C. Gainey (Mr Friendly)
- Tania Raymonde (Alex Rousseau)
- Blake Bashoff (Karl)
- Diana Scarwid (Isabel)

Tandis que Kate et Sawyer regagnent l'île principale avec Karl, le « procès » de Juliet, pour le meurtre de Pickett, se prépare au camp des « Autres ». Jack retrouve alors les survivants disparus de la queue du vol 815, apparemment venus assister à la condamnation de Juliet. Pendant ce temps, l'état de santé de Ben s'aggrave. Jack demande alors que Juliet ne soit pas exécutée et qu'en contrepartie, il soignera Ben. Le soir, les « Autres » rejoignent l'île principale.
Résumé du flashback
- Cet épisode est centré sur Jack.

### Épisode 10:Chance et Malchance
- États-Unis /  Canada : 28 février 2007 sur ABC / CTV
- Belgique : 18 juin 2007 sur RTL-TVI
- Québec : 21 juin 2007 sur Radio Canada
- Suisse : 12 juillet 2007 sur TSR1
- France : 30 juillet 2007 sur TF1

- États-Unis : 12,77 millions de téléspectateurs
- Canada : 1,024 million de téléspectateurs[11]
- Belgique : 399 000 téléspectateurs[6]
- France : 3,17 millions de téléspectateurs

- Cheech Marin (David Reyes)
- Mira Furlan (Danielle Rousseau)
- Lillian Hurst (Carmen Reyes)
- Suzanne Krull (Lynn Karnoff)
- Lee Sung-hi (Tricia Tanaka)

Hurley trouve une camionnette dans la jungle non loin du campement des naufragés. Peu après, Kate et Sawyer reviennent au campement. Avec l'aide de Jin, de Sawyer et de Charlie, Hurley remet en marche le véhicule. Kate, toujours décidée à retourner délivrer Jack, va chercher de l'aide auprès de Rousseau.
Résumé du flashback
- Cet épisode est centré sur Hurley.

### Épisode 11:Tapez 77
- États-Unis /  Canada : 7 mars 2007 sur ABC / CTV
- Belgique : 25 juin 2007 sur RTL-TVI
- Québec : 28 juin 2007 sur Radio Canada
- Suisse : 12 juillet 2007 sur TSR1
- France : 30 juillet 2007 sur TF1

- États-Unis : 12,34 millions de téléspectateurs
- Canada : 1,225 million de téléspectateurs[12]
- Belgique : 339 000 téléspectateurs[6]
- France : 3,06 millions de téléspectateurs

- Anne Nahabedian (Amira)
- Andrew Divoff (Mikhail Bakunin)
- Mira Furlan (Danielle Rousseau)
- April Grace (Bea Klugh)
- Shaun Toub (Sami)

Sayid, Kate, Locke et Danielle suivent toujours la direction indiquée sur le bâton d'Eko en espérant tomber sur le camp des Autres. Ils trouvent alors une nouvelle station, la Flamme, dans laquelle vit un certain Mikhail Bakunin, l'homme qu'ils avaient aperçu sur les moniteurs de la station la Perle. Celui-ci prétend être le dernier survivant du Projet Dharma. Ils découvrent finalement qu'il fait bien partie des « Autres ». Dans la station, Sayid découvre un plan de l'île avec notamment la localisation de baraquements. Avant d'en prendre la direction, Locke fait, malgré lui, exploser la station grâce à un programme sous forme de jeu d'échecs. À la plage des rescapés, Sawyer organise une partie de ping-pong dont les enjeux sont les affaires qui lui ont été, selon lui, volées. Sawyer perd la partie face à Hurley et ne doit plus donner de surnoms à l'ensemble des survivants pendant une semaine.
Résumé du flashback
- Cet épisode est centré sur Sayid.

### Épisode 12:La Voie des airs
- États-Unis /  Canada : 14 mars 2007 sur ABC / CTV
- Belgique : 2 juillet 2007 sur RTL-TVI
- Québec : 5 juillet 2007 sur Radio Canada
- Suisse : 12 juillet 2007 sur TSR1
- France : 6 août 2007 sur TF1

- États-Unis : 12,12 millions de téléspectateurs
- Canada : 1,206 million de téléspectateurs[13]
- Belgique : 343 000 téléspectateurs[3]
- France : 3,23 millions de téléspectateurs

- John Terry (Dr Christian Shephard)
- M.C. Gainey (Tom)
- Andrew Divoff (Mikhail Bakunin)
- Mira Furlan (Danielle Rousseau)
- Gabrielle Fitzpatrick (Lindsey)

Sayid, Kate, Locke et Danielle poursuivent leur route vers ce qui pourrait être le camp des Autres. Ils rencontrent alors une étrange barrière de pylônes où leur otage semble être mort d'une hémorragie cérébrale. En passant au-dessus des pylônes, ils parviennent à atteindre les baraquements. Sur la plage, Claire a une nouvelle idée qui pourrait permettre aux naufragés de quitter l'île : envoyer un message grâce à des oiseaux migrateurs.
Résumé du flashback
- Cet épisode est centré sur Claire.
- À la fin de l'épisode, sur la plage, Sawyer lit le roman La Source vive (The Fountainhead) d'Ayn Rand.

### Épisode 13:Sans retour
- États-Unis /  Canada : 21 mars 2007 sur ABC / CTV
- Belgique : 2 juillet 2007 sur RTL-TVI
- Québec : 12 juillet 2007 sur Radio Canada
- Suisse : 19 juillet 2007 sur TSR1
- France : 6 août 2007 sur TF1

- États-Unis : 11,97 millions de téléspectateurs
- France : 2,89 millions de téléspectateurs

- Kevin Tighe (Anthony Cooper)
- Nestor Carbonell (Richard Alpert)
- Mira Furlan (Danielle Rousseau)
- M.C. Gainey (Tom)
- Brian Goodman (Ryan Pryce)
- Cleo King (l'employée du gouvernement)
- Tania Raymonde (Alex Rousseau)
- Patrick J. Adams (Peter Talbot)
- Marlene Forte (Inspecteur Mason)
- Don Nahaku (Inspecteur Reed)
- Barbara Baehler (Mme Talbot)

Locke, Kate et Sayid arrivent au village des Autres. Kate et Sayid tentent de contacter Jack, qui ne semble pas être traité en prisonnier, mais sont vite capturés eux aussi. Kate apprend alors le marché que Jack a conclu avec Ben. De son côté, Locke s'introduit dans la maison de Ben, qui lui propose alors de lui révéler certains des secrets de l'île s'il renonce à son projet de faire exploser leur sous-marin. Il lui explique qu'il existe une « énorme boîte de laquelle sort tout ce que l'on souhaite ». Locke fait cependant exploser le sous-marin, empêchant Jack et Juliet de rejoindre le continent, comme leur avait promis Ben. Ben montre enfin à Locke que de cette « boîte magique » est sorti son père, Anthony Cooper.
Résumé du flashback
- Cet épisode est centré sur Locke.

### Épisode 14:Jusque dans la tombe
- États-Unis /  Canada : 28 mars 2007 sur ABC / CTV
- Belgique : 9 juillet 2007 sur RTL-TVI
- Québec : 19 juillet 2007 sur Radio Canada
- Suisse : 19 juillet 2007 sur TSR1
- France : 13 août 2007 sur TF1

- États-Unis : 12,02 millions de téléspectateurs
- France : 2,8 millions de téléspectateurs

- Maggie Grace (Shannon Rutherford)
- Ian Somerhalder (Boone Carlyle)
- Billy Dee Williams (Mr LaShade)
- William Mapother (Ethan Rom)
- Daniel Roebuck (Dr Leslie Arzt)
- Jacob Witkin (Howard L. Zukerman)

Le 80e jour, les rescapés trouvent les corps de Nikki et de Paulo, sans aucune blessure pouvant expliquer une mort aussi soudaine. Alors que la plupart des habitants de la plage accusent les « Autres », Hurley suspecte Sawyer d'être impliqué dans cette tragédie. On apprend finalement qu'ils ne sont que paralysés, mais sont enterrés vivants.
Résumé du flashback
- Cet épisode est centré sur Nikki et Paulo.

Nikki et Paulo meurent dans cet episode.

### Épisode 15:Meilleures Ennemies
- États-Unis /  Canada : 4 avril 2007 sur ABC / CTV
- Belgique : 9 juillet 2007 sur RTL-TVI
- Suisse : 19 juillet 2007 sur TSR1
- Québec : 26 juillet 2007 sur Radio Canada
- France : 13 août 2007 sur TF1

- États-Unis : 11,5 millions de téléspectateurs
- Canada : 1,23 million de téléspectateurs[14]
- France : 2,7 millions de téléspectateurs

- Beth Broderick (Diane Austen)
- Fredric Lehne (Marshall Edward Mars)
- Kim Dickens (Cassidy)

Le 82e jour, après avoir découvert que Locke a rejoint le camp des Autres, Kate se réveille au milieu de la jungle menottée à Juliet. Pendant ce temps, Hurley fait croire à Sawyer qu'il lui faut changer son comportement égoïste et faire des excuses aux autres rescapés s'il ne veut pas faire face à un vote qui le bannirait de leur plage.
Résumé du flashback
- Cet épisode est centré sur Kate.

### Épisode 16:Une des nôtres
- États-Unis : 11 avril 2007 sur ABC
- Belgique : 16 juillet 2007 sur RTL-TVI
- Suisse : 26 juillet 2007 sur TSR1
- Québec : 2 août 2007 sur Radio Canada
- France : 20 août 2007 sur TF1

- États-Unis : 11,91 millions de téléspectateurs
- France : 3,8 millions de téléspectateurs

- Nestor Carbonell (Richard Alpert)
- Brett Cullen (Goodwin)
- Andrew Divoff (Mikhail Bakunin)
- William Mapother (Ethan Rom)
- Robin Weigert (Rachel)

Sayid, Kate et Jack rejoignent le campement. La décision de Jack d'y emmener Juliet ne fait pas l'unanimité parmi les rescapés, Sawyer et Sayid sont particulièrement méfiants. Peu après leur arrivée, Claire est frappée d'un mal mystérieux. Juliet prétend alors pouvoir la sauver.
Résumé du flashback
- Cet épisode est centré sur Juliet.

### Épisode 17:L'Effet papillon
- États-Unis : 18 avril 2007 sur ABC
- Belgique : 16 juillet 2007 sur RTL-TVI
- Suisse : 26 juillet 2007 sur TSR1
- Québec : 9 août 2007 sur Radio Canada
- France : 20 août 2007 sur TF1

- États-Unis : 11,75 millions de téléspectateurs
- France : 3,34 millions de téléspectateurs

- Sonya Walger (Penny Widmore)
- Andrew Connolly (Frère Campbell)
- Marsha Thomason (Naomi)
- Joanna Bool (Ruth)
- Jack Maxwell (Derek)

À la suite d'une nouvelle vision, Desmond entraîne Charlie, Jin et Hurley dans une expédition dans la jungle. Kate se tourne vers Sawyer après avoir aperçu Jack avec Juliet.
Résumé du flashback
- Cet épisode est centré sur Desmond
- Catch-22 est le nom d'un roman américain culte de Joseph Heller qui constitue une satire de l'armée, et dont le titre est entré de langage courant pour désigner une situation perdant-perdant. Desmond trouve un exemplaire de cet ouvrage, en espagnol, dans le sac à dos trouvé dans la jungle. Par ailleurs, sur le bureau de l'abbé, on peut voir ce dernier en photo en compagnie d'Eloise Hawking.

### Épisode 18:Histoires de femmes
- États-Unis : 25 avril 2007 sur ABC
- Belgique : 23 juillet 2007 sur RTL-TVI
- Suisse : 26 juillet 2007 sur TSR1
- Québec : 16 août 2007 sur Radio Canada
- France : 27 août 2007 sur TF1

- États-Unis : 11,62 millions de téléspectateurs
- France : 3,12 millions de téléspectateurs

- Andrew Divoff (Mikhail Bakunin)
- Byron Chung (Mr Paik)
- Marsha Thomason (Naomi)
- John Shin (Mr Kwon)
- Alexis Rhee (la vieille femme)

Depuis qu'il a appris que les femmes enceintes sur l'île mouraient toutes, Jack questionne Sun sur sa grossesse. Elle a des soupçons et demande des explications à Juliet. Juliet l'amène le soir dans le centre médical et découvre que le bébé a été conçu sur l'île. À plusieurs kilomètres de la plage, alors que Desmond, Charlie, Hurley et Jin tentent toujours de soigner la mystérieuse inconnue tombée du ciel, ils tombent nez à nez avec Mikhail, le gardien de la station La Flamme que tout le monde croyait mort. Après avoir soigné Naomi, il repart dans la jungle. Lorsque Naomi revient à elle et qu'Hurley lui annonce qu'il a survécu au crash du vol Oceanic 815, elle répond que c'est impossible, que l'avion a été retrouvé et que tous ses passagers sont morts.
Résumé du flashback
- Cet épisode est centré sur Sun.

### Épisode 19:Mon père cet escroc
- États-Unis : 2 mai 2007 sur ABC
- Belgique : 23 juillet 2007 sur RTL-TVI
- Suisse : 2 août 2007 sur TSR1
- Québec : 23 août 2007 sur Radio Canada
- France : 27 août 2007 sur TF1

- États-Unis : 12,1 millions de téléspectateurs
- France : 2,55 millions de téléspectateurs

- Nestor Carbonell (Richard Alpert)
- Mira Furlan (Danielle Rousseau)
- M.C. Gainey (Tom)
- Kevin Tighe (Anthony Cooper)
- Marsha Thomason (Naomi)
- Kimberley Joseph (Cindy)

Le 90e jour, Locke revient au camp des rescapés et entraîne Sawyer dans la jungle. Il tente de le convaincre de l'aider à tuer Ben qu'il dit avoir capturé. Il s'agira en fait d'Anthony Cooper (ou Tom Sawyer), l'homme qui a causé la mort de ses parents. Pendant ce temps, les autres naufragés se demandent s'ils peuvent encore faire confiance à Jack et s'ils peuvent lui annoncer l'arrivée de Naomi, qui prétend toujours que les passagers du vol 815 sont morts.
Résumé du flashback
- Cet épisode est centré sur Locke (flashbacks de scènes sur l'île uniquement).

### Épisode 20:L'Homme de l'ombre
- États-Unis : 9 mai 2007 sur ABC
- Belgique : 30 juillet 2007 sur RTL-TVI
- Suisse : 2 août 2007 sur TSR1
- Québec : 30 août 2007 sur Radio Canada
- France : 3 septembre 2007 sur TF1

- États-Unis : 11,89 millions de téléspectateurs
- France : 2,66 millions de téléspectateurs

- Nestor Carbonell (Richard Alpert)
- Andrew Divoff (Mikhail Bakunin)
- M.C. Gainey (Tom)
- Jon Gries (Roger Linus)
- Doug Hutchison (Horace Goodspeed)
- Samantha Mathis (Olivia)
- Carrie Preston (Emily)
- Tania Raymonde (Alex Rousseau)
- Marsha Thomason (Naomi)
- Sterling Beaumon (Ben jeune)
- Madeline Carroll (Annie)
- François Chau (Dr Marvin Candle)

Tandis que Sawyer rentre à la plage des rescapés muni de la preuve de la trahison de Juliet, Locke rejoint le camp des « Autres », portant, comme promis, le corps de son père sur le dos, et exige alors de Ben les réponses qu'il lui avait promis au sujet de l'île. Il oblige alors Ben à l'emmener voir Jacob, la personne qui selon Ben lui donnerait des ordres. Après cela, Ben lui montre une fosse où reposent les corps des membres du Projet Dharma puis lui tire dessus.
Résumé du flashback
- Cet épisode est centré sur Ben.
- Richard, le recruteur de Juliet, ne semble pas avoir vieilli en l'espace de 30 ou 40 ans.
- Cet épisode confirme que les « Autres » ne sont pas les successeurs du Projet Dharma, mais ceux des indigènes appelés les « Hostiles » dans leurs vidéos.

### Épisode 21:Meilleurs Moments
- États-Unis /  Canada : 16 mai 2007 sur ABC / CTV
- Belgique : 30 juillet 2007 sur RTL-TVI
- Suisse : 2 août 2007 sur TSR1
- France : 3 septembre 2007 sur TF1
- Québec : 6 septembre 2007 sur Radio Canada

- États-Unis : 12,08 millions de téléspectateurs
- Canada : 875 000 téléspectateurs[15]
- France : 2 millions de téléspectateurs

- Sam Anderson (Bernard)
- Blake Bashoff (Karl)
- L. Scott Caldwell (Rose)
- John Henry Canavan (Simon Pace)
- Nestor Carbonell (Richard Alpert)
- Mira Furlan (Danielle Rousseau)
- Andrea Gabriel (Nadia)
- Brian Goodman (Ryan Pryce)
- Neil Hopkins (Liam Pace)
- Tracy Middendorf (Bonnie)
- Lana Parrilla (Greta)
- Tania Raymonde (Alex Rousseau)
- Marsha Thomason (Naomi)

Jack expose aux rescapés son plan pour vaincre les « Autres ». Desmond révèle à Charlie que sa mort permettrait à Claire et à Aaron de quitter l'île. Avec l'aide de Juliet, Sayid comprend pourquoi personne ne reçoit leurs messages radio de détresse, et met au point un nouveau plan qui leur permettrait d'appeler des secours. Au camp des « Autres », Ben rentre seul, et décide d'avancer l'attaque. Karl prévient les rescapés que l'attaque est avancée. Alors que Desmond et Charlie se dirigent vers la station pour permettre aux rescapés d'envoyer un message de détresse, Bernard, Sayid et Jin restent au camp pour tirer sur la dynamite lorsque les « Autres » arriveront. Jack et les autres rescapés se dirigent quant à eux vers la tour radio.
Résumé des flashbacks
Les cinq meilleurs moments de la vie de Charlie :
- la première fois où Charlie s'est entendu à la radio ;
- quand son père lui apprend à nager ;
- le Noël où Liam lui a donné la chevalière de leur famille ;
- quand une femme (Nadia) lui dit que c'est un héros ;
- le soir où Charlie a rencontré Claire.

- Cet épisode est centré sur Charlie.
- Cet épisode a été nommé pour les 59e Emmy Awards dans la catégorie Meilleur scénario pour un feuilleton ou une série dramatique (Outstanding Writing For A Drama Series).

### Épisode 22:Là où tout commence…
- États-Unis /  Canada : 23 mai 2007 sur ABC / CTV
- Belgique : 6 août 2007 sur RTL-TVI
- Suisse : 9 août 2007 sur TSR1
- France : 10 septembre 2007 sur TF1
- Québec : 13 septembre 2007 sur Radio Canada

- États-Unis : 12,4 millions de téléspectateurs
- Canada : 911 000 téléspectateurs[16]
- France : 2,66 millions de téléspectateurs

- Malcolm David Kelley (Walt Lloyd)
- Sam Anderson (Bernard)
- Blake Bashoff (Karl)
- Julie Bowen (Sarah)
- L. Scott Caldwell (Rose)
- Nestor Carbonell (Richard Alpert)
- Roxanne Day (Acteur)
- Andrew Divoff (Mikhail Bakunin)
- Mira Furlan (Danielle Rousseau)
- M.C. Gainey (Tom)
- Brian Goodman (Ryan Pryce)
- James Lesure (Dr Hamill)
- Tracy Middendorf (Bonnie)
- Lana Parrilla (Greta)
- Tania Raymonde (Alex Rousseau)
- Marsha Thomason (Naomi)

Les naufragés partent pour la tour radio, couper le message de Rousseau afin de pouvoir appeler de l'aide. Sayid, Jin et Bernard restent au campement pour mettre à exécution le plan de Jack et tuer les « Autres » venus enlever les femmes enceintes, mais tout ne se passe pas comme prévu et ils sont capturés. Charlie, toujours prisonnier de la station sous-marine, tente de concrétiser la vision de Desmond.
Résumé du flashback

### Épisode 23:…Et tout finit
- États-Unis /  Canada : 23 mai 2007 sur ABC / CTV
- Belgique : 6 août 2007 sur RTL-TVI
- Suisse : 9 août 2007 sur TSR1
- France : 10 septembre 2007 sur TF1
- Québec : 20 septembre 2007 sur Radio Canada

- États-Unis : 14,91 millions de téléspectateurs (pointe à 15,45 M lors de la dernière demi-heure)
- Canada : 938 000 téléspectateurs[16]
- France : 2,38 millions de téléspectateurs

- Sam Anderson (Bernard)
- Blake Bashoff (Karl)
- L. Scott Caldwell (Rose)
- Roxanne Day (Acteur)
- Andrew Divoff (Mikhail Bakunin)
- Mira Furlan (Danielle Rousseau)
- M.C. Gainey (Tom)
- Nigel Gibbs (le directeur du funérarium)
- Brian Goodman (Ryan Pryce)
- James Lesure (Dr Hamill)
- Tracy Middendorf (Bonnie)
- Lana Parrilla (Greta)
- Tania Raymonde (Alex Rousseau)
- Marsha Thomason (Naomi)
- Sonya Walger (Penny Widmore)

Jack et les rescapés se dirigent toujours vers la tour radio pour couper le signal de Rousseau et entrer en communication avec l'équipe de Naomi. Ben, accompagné d'Alex, tente de les intercepter et se fait capturer. Desmond parvient à libérer Charlie, et tous deux essayent de désactiver le système de brouillage de la station. Charlie arrive ainsi à communiquer avec Penelope mais celle-ci lui dit qu'elle ne connait pas Naomi. Juste après, Mikhail fait exploser une grenade condamnant la pièce de communication, et Charlie par la même occasion. Charlie parvient néanmoins à prévenir Desmond. À la plage, Sayid, Jin et Bernard sont libérés des rescapés de l'équipe de Tom grâce à l'intervention d'Hurley, Sawyer et Juliet. Jack parvient à contacter le cargo malgré les menaces de Locke.
Résumé du flashforward
- Cet épisode est centré sur Jack.
- Dans cet épisode, on apprend qu'au moins Jack et Kate ont quitté l'île.
- Charlie meurt dans cet épisode.

## Épisodes spéciaux

### The Lost Survival Guide
- États-Unis : 2 septembre 2006 sur ABC

- Épisode diffusé un mois avant le début de la saison 3.
- Narrateur : Henry Dittman
- Invité : Jimmy Kimmel

### Lost: Histoire de survivants
- États-Unis : 27 septembre 2006 sur ABC
- Belgique : 15 avril 2007 sur RTL-TVI

Cet épisode reprend des extraits de la saison 1 et 2.
- Épisode diffusé une semaine avant le 1er épisode de la saison 3.
- Narrateur : Michael Emerson (Ben)

### Lost Survivor Guide
- États-Unis /  Canada : 7 février 2007 sur ABC / CTV

- Épisode diffusé juste avant le 7e épisode diffusé après la pause des fêtes.
- Narrateur : Kyle MacLachlan

### Lost: The Answers
- États-Unis /  Canada : 17 mai 2007 sur ABC / CTV

- Épisode diffusé une semaine avant l'épisode final.
- Narrateur : Kyle MacLachlan